# Hilderic (rei dels vàndals)
Hilderic (en llatí: Hilderic, en grec antic: Ἱλδέριχος) va ser rei dels vàndals, fill d'Huneric i d'Eudòxia i net de Genseric i de Valentinià III, va succeir a Trasamund. Va regnar del 523 al 530.
Era de caràcter amable, i com a rei va tractar bé els catòlics africans i va aconseguir l'amistat de l'emperador Justinià I. Encara que Nicèfor Cal·list Xantopul diu que no era arrià, probablement si que ho era. Finalment Gelimer, el seu cosí, el va deposar i després el va fer matar durant la Guerra Vandàlica. Es conserva una moneda d'aquest rei.